# المقطوعة الحالمة رقم 9 (شوبان)

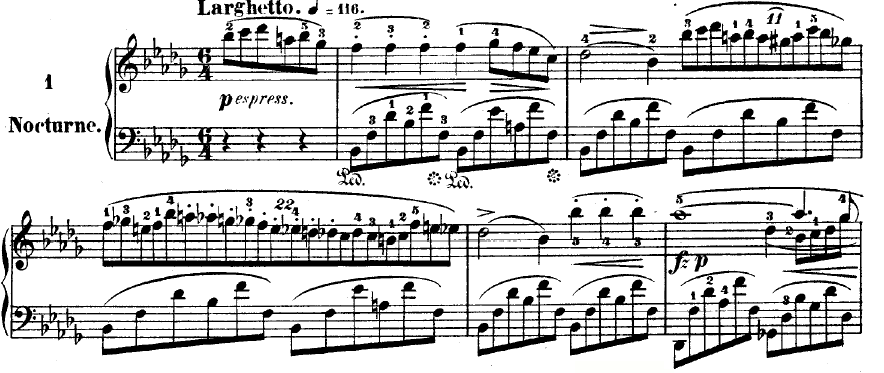
مدونة النغمات الافتتاحية للمقطوعة الحالمة No.1.

تتكون المقطوعة الحالمة No.9 من ثلاثة اجزاء من تأليف فريدريك شوبان بين سنة 1830 و 1832 ونشرت في العام ذاته، مهداة للسيدة كاميل بلييل. ويعتبر الجزء الثاني من المقطوعة الحالمة الأكثر شهرة بين مقطوعات شوبين الحالمة.

## المقطوعة الحالمة B-flat minor, Op.9, No.1
في الواقع، المقطوعة الحالمة B-flat minor, Op.9, No.1 ليست الأولى من بين المقطوعات الحاملة لشوبان، بل Op.72 No.1، حيث ألفها سنة 1827، قبل ثلاث أعوام من Op.9.

## المقطوعة الحالمة E-flat major, Op. 9, No. 2
المقطوعة الحالمة E-flat major, Op. 9, No. 2، لا تعتبر الأجمل بشكل عام بين مقطوعات شوبان الحالمة، لكن ربما الأكثر شعبية، خاصة بين الشباب الراغبين في ان يصبحوا عازفي البيانو. حيث يفترض جان كليتزينسكي أن «هذا الشيء البسيط زاد من شعبية شوبان أكثر من أعماله الأخرى.» ثم أكد: «من المستحيل أن ننكر بعض الشبه مع المقطوعة الحالمة الأولى لفيلد، خاصة في المفتاح، الإيقاع وعلامته الخاصة في الاخير، لكن الشيء المختلف في مقطوعة شوبان، ان هناك مسحة معينة من الحزن الجاد والغير معروف لفيلد، والذي كان جلياً في فترة شوبان.»

## المقطوعة الحالمة B major, Op. 9, No. 3
المقطوعة الحالمة B major, Op. 9, No. 3، الجزء الاخير من Op. 9، ويعتقد انه تم تأليفها في فيينا سنة 1831، في وقت لاحق قليلا من أول جزئين. الشيء الملحوظ انها قطعة مختلفة عن الجزئين الأول والثاني حيث تعتبر ناضجة ومميزة بشكل بارز.